# Aeroportul Oneida County
Aeroportul Oneida County (IATA: UCA, ICAO: KUCA, FAA LID: UCA) este un aeroport din New York, Statele Unite ale Americii ce deservește zona Utica.
Situat la o altitudine de 226 m, aeroportul dispune de 1 pistă.

## Infrastructură

### Piste
Aeroportul dispune de o singură pistă. Pista are orientarea 9/27. 